# Алле, Морис
 Мори́с Алле (фр. Maurice Félix Charles Allais; 31 мая 1911, Париж — 9 октября 2010, Сен-Клу) — французский экономист.
Окончил Высшую национальную горную школу в Париже; профессор экономического анализа там же. Доктор технических наук (Ing. Dr.) Парижского университета. Преподавал в университете Париж X — Нантер с 1970 по 1985 год.
Лауреат премии по экономике памяти Альфреда Нобеля 1988 года «за вклад в теорию рынков и эффективного использования ресурсов».
Именем Мориса Алле назван парадокс из теории принятия решений.

## Биография
Родился в семье мелкого предпринимателя, отец участвовал в Первой мировой войне, погиб в немецком плену. Морису Алле было тогда всего 4 года.
Алле окончил политехническую школу, в 1936 году — Горный институт в Париже. Тогда его интересовала история и физика. Однако уже в 1940-х годах он увлекается экономической наукой и занимается анализом экономических проблем, в частности, проблемы сочетания экономической эффективности и справедливости в распределении доходов. И именно за работу на эту тему («В поисках экономической дисциплины», 1943 год) Алле был удостоен Нобелевской премии.
В 1944 году молодой экономист Алле начинает вести курс по экономической теории в Горном институте, где занимается все той же темой. «Я старался переосмыслить роль экономической свободы и рыночной экономики с точки зрения поиска эффективности и достижения этических целей», — писал он. Хотя он принимал участие во встречах Общества «Мон Пелерин», но считал либерализм совместимым с социализмом (в форме синтетического «конкурентного планирования»), ведь «для истинного либерала, как и истинного социалиста не столь важно, находятся средства производства в частной или коллективной собственности, пока достигаются такие их фундаментальные цели, как эффективность и справедливость».
Позднее Алле начинает преподавать в Парижском университете (1944—1968). Одновременно проводит множество исследований в Национальном центре научных исследований и в Центре экономического анализа (который с 1946 года возглавляет). В 1967—1970 годах преподаёт в Женевском институте международных исследований; в 1958—1959 годах в качестве приглашённого профессора работает в Центре им. Т. Джефферсона в университете штата Вирджиния в США, а в 1970—1985 годах снова в Парижском университете.

## Награды
- Великий офицер ордена Почётного легиона (2005 год)
- Большой крест ордена «За заслуги»
- Офицер ордена Академических пальм (1949 год)
- Кавалер ордена Народного хозяйства (1962 год)
- Нобелевская премия по экономике (1988 год) — за новаторский вклад в теорию рынков и эффективное использование ресурсов.

## Сочинения

### Книги
- Экономика как наука / Пер. с фр.  И. А. Егорова. — М.: Наука для общества, РГГУ, 1995. — 168 с. — ISBN 5-88870-002-9
- Глобализация: разрушение условий занятости и экономического роста. Эмпирическая очевидность. — М.: ТЕИС, 2003. — 314 с.
- Growth and Inflation, 1969
- L’import sur le capital et la réforme monétaire, 1976

### Статьи
- Современная экономическая наука и факты // THESIS, 1994, вып. 4, с. 11-19.